# Michael Pauli (Politiker)
Michael Pauli (* vor 1698; † 1713 in Kiel) war ein deutscher Politiker und Bürgermeister von Kiel.

## Leben
Pauli stammte aus Dithmarschen und war in Kiel als Anwalt und Ratsherr tätig. Er wurde 1698 zum Kieler Bürgermeister gewählt. Von 1702 bis 1711 übte er das Amt zusammen mit Asmus Bremer im jährlichen Wechsel aus. Pauli war in den Jahren 1703, 1705, 1707, 1709 und 1711 Bürgermeister. Weil Pauli und Bremer Anordnungen des Landesherrn missachtet haben sollten fielen sie jedoch in Ungnade. Nachdem Pauli versprach, sich zu bessern, wurde er jedoch wieder eingesetzt. Nach einem neuen Gesetz sollte es nur noch einen Bürgermeister geben, deshalb blieb Asmus Bremer zunächst unberücksichtigt und wurde erst nach Paulis Tod im Jahre 1713 wieder Bürgermeister in Kiel.
| Personendaten    | Personendaten                                  |
| ---------------- | ---------------------------------------------- |
| NAME             | Pauli, Michael                                 |
| KURZBESCHREIBUNG | deutscher Politiker und Bürgermeister von Kiel |
| GEBURTSDATUM     | vor 1698                                       |
| STERBEDATUM      | 1713                                           |
| STERBEORT        | Kiel                                           |